# Fédération de Guinée équatoriale de football
La Fédération de Guinée équatoriale de football (Federación Ecuatoguineana de Fútbol (es) FEGUIFUT) est une association regroupant les clubs de football de Guinée équatoriale et organisant les compétitions nationales et les matchs internationaux de la sélection de Guinée équatoriale.
La fédération nationale de Guinée équatoriale est fondée en 1960. Elle est affiliée à la FIFA depuis 1986 et est membre de la CAF depuis 1986 également.